# ۱۰ صفر
۱۰ صفر، دهمین روز از ماه صفر در تقویم هجری قمری است.
در تقویم هجری قمری قراردادی این روز چهلمین روز سال است.

## درگذشتگان
- ۱۳۸۲ - سید عبدالهادی شیرازی، از مراجع تقلید شیعه

```
۵۴۲
 - 
ابن منجب صیرفی
 
کاتب
 
مصری
.
```